# كاسومي (ديد أور ألايف)
كاسومي (بالإنجليزية: Kasumi)‏ هي شخصية خيالية من سلسلة ألعاب القتال ديد أور ألايف بواسطة كوي تيكمو وأيضا الشخصية الرئيسية، وهي نينجا هاربة من عشيرة النينجا ومطاردة من قبل أختها أياني، ظهرت الشخصية في فيلم دي أو أي : ميت أو حي وألذي أنتج في سنة 2006.